# Centrum pro studium demokracie a kultury
Centrum pro studium demokracie a kultury (CDK) je nezisková vzdělávací a výzkumná organizace (think-tank) a nakladatelství, které založili ve formě občanského sdružení Petr Fiala, Zdeněk Granát, Jiří Hanuš a František Mikš v srpnu 1993 v Brně.

## Cíl
Vznik CDK a jeho činnost kontinuálně navazují na některé starší iniciativy, jež souvisejí s rozvojem nezávislých aktivit a vydáváním samizdatových časopisů před listopadem 1989. Hlavní cílem CDK je přispívat k rozvoji demokratické politické kultury v České republice. Zaměřuje se na prosazování a posilování komunikace mezi politickou a kulturní sférou a na rozvíjení a podporu tradičních hodnot západní civilizace. Zvláštní důraz klade[kdo?] na výzkum otázek spojených s fungováním ČR v rámci evropských struktur (Institucí Evropské unie) a na studium aktuálních procesů vývoje Evropské unie.

## Ideové vymezení
Ve společensko-politické oblasti se CDK hlásí ke konzervativně-liberálním ideovým pozicím, v náboženských otázkách preferuje otevřený, ekumenický přístup.[ujasnit]

## Organizační struktura
CDK je řízeno čtyřčlennou Radou CDK, jejíž rozhodnutí realizuje výkonný ředitel. CDK provozuje vlastní nakladatelství a typografické studio.

### Rada CDK
- František Mikš, předseda
- Michal Chládek
- Petr Husák

### Výkonný ředitel CDK
- Zdeněk Granát

## Hlavní aktivity
- základní a aplikovaný výzkum v oblasti demokracie, kultury a náboženství
- analýza a predikce struktur a procesů společnosti a jejích součástí ve vztahu k výše provedenému výzkumu
- publikování a šíření studií a analýz, odborných i popularizačních na základě výše uvedeného výzkumu
- pořádání přednášek, seminářů a konferencí, pořádání „letních škol“
- vydavatelská a nakladatelská činnost v oblasti humanitních a společenských věd, umění, kultury a náboženství

### Nakladatelství a typografické studio
- typografické a grafické práce
- vydávání knih CDK
- vydávání časopisu Kontexty